# Колесов (хутор)
Колесов — хутор в Заветинском районе Ростовской области. Входит в Савдянское сельское поселение.

## География
Хутор расположен на востоке Зимовниковского района в пределах Ергенинской возвышенности (Сальско-Манычская гряда), являющейся частью Восточно-Европейской равнины, в балке Мокрая Савдя, на высоте 109 метров над уровнем моря.
Расположен в 15 км к северо-востоку от хутора Савдя.
По автомобильной дороге расстояние до Ростова-на-Дону составляет 370 км, до ближайшего города Элиста Республики Калмыкия — 130 км, до районного центра села Заветное — 91 км.
Часовой пояс
Колесов, как и вся Ростовская область, находится в часовой зоне МСК (московское время). Смещение применяемого времени относительно UTC составляет +3:00.

## История
Дата основания не установлена. П. Э. Алексеева отождествляет хутор Колесов с возникшим в XIX веке хутором Старохурульным станицы Граббевской, однако этот вывод опровергается данными всесоюзной переписи населения 1926 года, согласно которым хутора Колесов и Старохурульный являлись отдельными населёнными пунктами. Согласно переписи населения 1926 года хутор Колесов относился к Ремонтинскому району Сальского округа Северо-Кавказского края, в хуторе проживало 365 человек, в том числе 337 украинцев и 19 калмыков.
Калмыки, проживавшие в хутор Колесов, были депортированы в январе 1944 года в Тюменскую область. Всего из хутора были депортированы не менее 21 семьи. В настоящее время — хутор Колесов Заветинского района Ростовской области.

## Население
Динамика численности населения
| 1926 | 2002 |
| ---- | ---- |
| 365  | 149  |

| 2010 |
| ---- |
| 88   |

## Улицы
- ул. Мирная,
- ул. Садовая,
- проезд Ковыльный.